# Maison Tuulensuu
La Maison Tuulensuu (finnois : Tuulensuun talo) est un bâtiment de style classicisme nordique construit dans le quartier de  Tammerkoski à Tampere en Finlande.

## Galerie

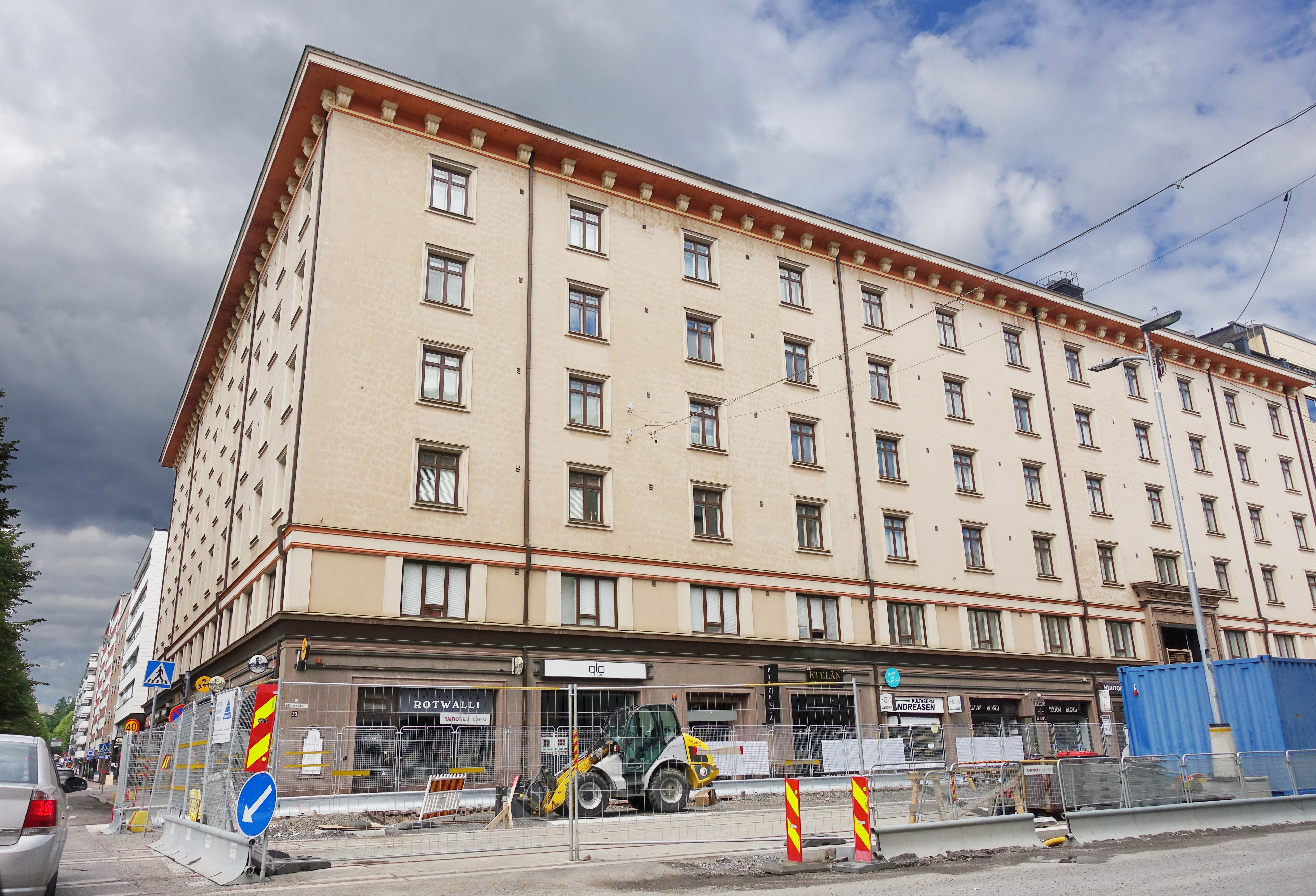
La maison Tuulensuu avec les travaux du tramway.
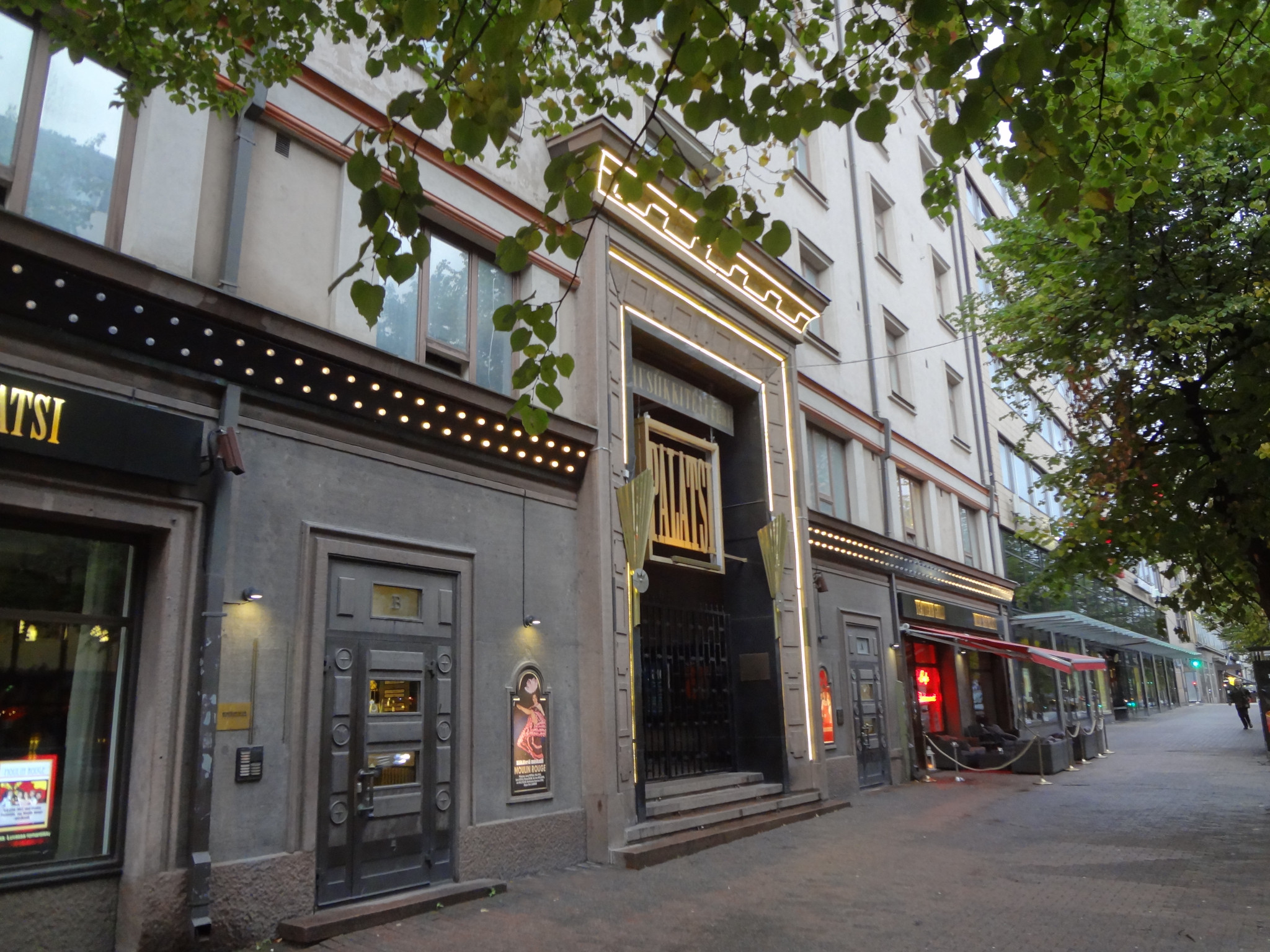
Le théâtre musical dans Tuulensuu.
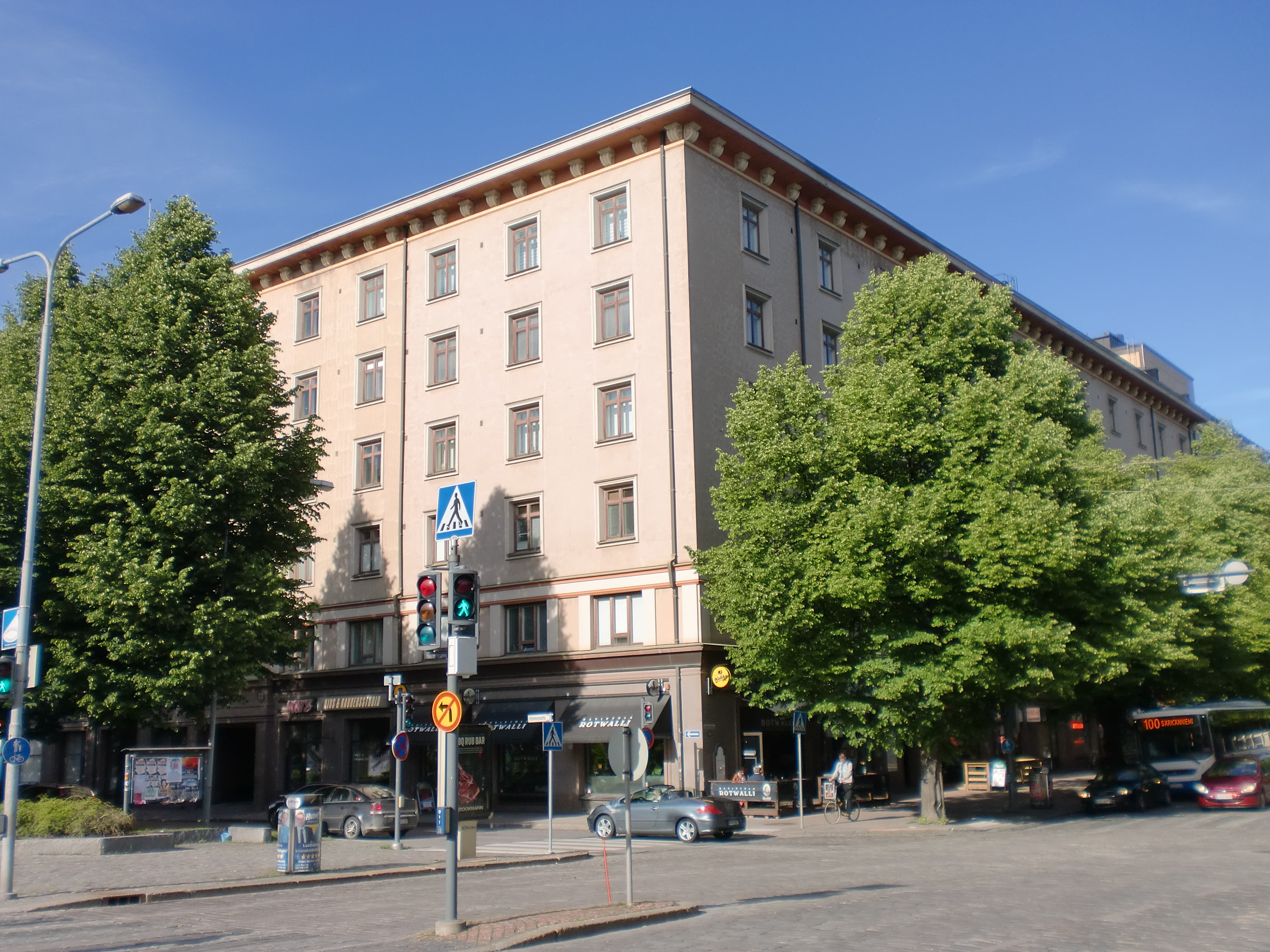